# كندر (بالش)
کندر (بالفارسية: کندر) هي قرية تقع في إيران في البلدة المركزية.